# ملکه برفی (مجموعه تلویزیونی)
ملکه برفی (انگلیسی: The Snow Queen؛‏ کره‌ای: 눈의 여왕) یک مجموعه تلویزیونی محصول کره جنوبی در سال ۲۰۰۶ با بازی هیون بین و سونگ یو ری است. این مجموعه از ۱۳ نوامبر ۲۰۰۶ تا ۸ ژانویه ۲۰۰۷، روزهای دوشنبه و سه‌شنبه ساعت ۲۱:۵۵ (کی‌اس‌تی) از کی‌بی‌اس۲ پخش شد.

## بازیگران

### اصلی
- هیون بین در نقش هان ته وونگ / هان دوک گو
- سونگ یو ری در نقش کیم بو را
  - کو جو یون در نقش جوانی کیم بو را / یو رین
- لیم جو هوان در نقش سو گون هو
- یو این یونگ در نقش لی سونگ ری